# Roser Capdevila i Valls
Roser Capdevila i Valls (Barcelona, 23 de gener de 1939) és una il·lustradora catalana, creadora de Les tres bessones, i coneguda internacionalment arran de la publicació de l'adaptació cinematogràfica de les històries d'aquests personatges.

## Biografia
Interessada de ben jove pel dibuix va ingressar a l'Escola Massana de Belles Arts de Barcelona. L'any 1980 va començar a escriure i il·lustrar llibres infantils, així com obres de divulgació i d'entreteniment per a joves i adults.
L'any 1999 fou guardonada amb el Premi Nacional de Cinema i d'Audiovisual en l'apartat d'Audiovisual, i el 2004 amb la Creu de Sant Jordi, concedits ambdós guardons per la Generalitat de Catalunya.
El 2011 va donar el seu llegat, format per més de 3.000 dibuixos, litografies, gravats i contes, a la Biblioteca de Catalunya.
L'any 2022, com a convidada especial, va realitzar el seu primer mural de Les Tres Bessones a la 7a edició del Gargar Festival de Penelles. Durant quatre dies, la il·lustradora, juntament amb les seves filles i una neboda, va pintar un mural basat en el conte Les Tres Bessones, en Ton i la Guida, una adaptació del conte tradicional Hänsel i Gretel. Al dibuix de grans dimensions s'hi poden veure les tres germanes enfilades a un arbre mentre observen els personatges del conte dirigint-se a la casa feta de llaminadures on hi viu la bruixa. Tot això, sota l'atenta mirada de la Bruixa Avorrida que observa l'escena des de darrere un arbre situat al marge esquerra de l'obra.

## Obra artística
Col·laboradora durant la dècada del 1970 de l'edició francesa de la revista infantil Cuca Fera, l'any 1979 fou finalista del Premi Apel·les Mestres de literatura infantil i juvenil il·lustrada pel seu conte La cosidora.
A la dècada del 1980 va començar a il·lustrar llibres de text per a infants amb els seus dibuixos, caracteritzats per un estil simple, però amb una caricatura fresca i dinàmica. Així mateix, s'ha destacat per un sentit de l'humor i unes situacions molt originals.
L'any 1983, inspirant-se en les seves tres filles, Teresa, Anna i Helena, va crear els personatges de Les tres bessones, els llibres de les quals han estat traduïts a 35 llengües i va propiciar la creació d'una sèrie de televisió el 1994 de la mà de la productora Cromosoma i en col·laboració amb Mercè Company, quan en aquella època no hi havia nenes protagonistes dels dibuixos animats, que s'ha emès en 158 països.
L'any 2018, va publicar el llibre de memòries La nena que volia dibuixar (Angle Editorial) on Capdevila obre el pany de la seua infantesa: un món marcat per la postguerra, el poder de l'Església, i pels intents insistents d'adoctrinament. Un món, on malgrat tot això, ella hi va poder crear el seu.
| «                 | Per mi, dibuixar és respirar. El dia que no dibuixi és que estic morta, que em portin al tanatori directament. Però, sobretot, que em deixin un llapis i un quadern al costat, per si de cas… | » |
| — Roser Capdevila | |   |

## Premis i reconeixements
Segons l'Index Translationum de la UNESCO, Roser Capdevila és l'autora en llengua catalana més vegades traduïda des que va superar una altra autora, Mercè Rodoreda.
- 1979 - Finalista al premi Apel·les Mestres.
- 1998 - Nominada com a representant de l'Estat espanyol al premi internacional Andersen d'il·lustració.
- 1984 - Premi d'Il·lustració de la Generalitat de Catalunya.
- 1997 - Premi Möebius pel CD-ROM Jugar i aprendre.
- 1999 - Premi Nacional de l'audiovisual del Departament de Cultura de la Generalitat de Catalunya.
- 2001 - Premi de la comunicació Àngel de Bronze, de la Universitat de Girona.
- 2002 - Medalla Francesc Macià del Departament de Treball de la Generalitat de Catalunya.
- 2004 - Premi Germans Lleonart de la secció local d'ERC d'Alella.
- 2004 - Creu de Sant Jordi de la Generalitat de Catalunya.
- 2005 - Premi Trajectòria del Gremi d'Editors de Catalunya.
- 2006 - Medalla d'Or de la Ciutat al mèrit artístic, de l'Ajuntament de Barcelona.
- 2010 - Medalla d'Or al Mèrit en les Belles Arts pel Consell de Ministres.
- 2010 - Medalla d'Honor del Parlament de Catalunya.
- 2022 - Medalla d'Or de la Generalitat.[7]